# Adiwarno (Selomerto)
Adiwarno is een bestuurslaag in het regentschap Wonosobo van de provincie Midden-Java, Indonesië. Adiwarno telt 2505 inwoners (volkstelling 2010).